# 木村剛司
木村 剛司 （きむら たけつか、1971年7月9日 - ）は、日本の政治家。衆議院議員（1期）、墨田区議会議員（2期）などを歴任した。

## 来歴
神奈川県川崎市生まれ。神奈川県立多摩高等学校卒業。日本大学経済学部を2000年に卒業。
西川太一郎衆議院議員秘書を経て2003年、墨田区議会議員選挙に保守新党公認で出馬し、初当選。その後保守新党解党に伴い無所属。
2009年、墨田区議を2期目の任期途中で辞職。第45回衆議院議員総選挙に民主党公認で東京14区から出馬し、自由民主党の松島みどりを破り当選した。
民主党では小沢一郎の側近であり、首相の野田佳彦が推進する消費税増税に反対の議員らが小沢を中心に結成した新しい政策研究会に参加している。
2012年の消費増税をめぐる政局では、野田内閣による消費増税法案の閣議決定に抗議して党企業団体対策副委員長の辞表を提出し、4月23日の党役員会で受理された。6月26日の衆議院本会議で行われた消費増税法案の採決では、党の賛成方針に反して反対票を投じた。7月2日には山岡賢次らを介して離党届が提出された。民主党は7月3日の常任幹事会で離党届を受理せず除籍処分とする方針を決定し、7月9日の常任幹事会で正式決定した。
同年7月11日、国民の生活が第一の結党に参加した。同年12月16日の第46回衆議院議員総選挙に日本未来の党公認で東京14区から出馬するも、前回下した松島に敗れ、比例復活もならず落選。落選後は、生活の党の総支部長として活動、2013年6月の東京都議選では、民主党候補を支援した。2014年11月28日、民主党から第47回衆議院議員総選挙の公認を受けて復党し、同年12月の第47回衆議院議員総選挙で東京14区から出馬したが、松島に再び敗れ、比例復活もならず落選した。
2016年5月31日におおさか維新の会衆院東京14区支部長就任が発表され、民進党は8月23日に木村を比例代表名簿から抹消する措置を決定した。
2017年10月の第48回衆議院議員総選挙では、日本維新の会が希望の党と候補者の棲み分けで合意し、東京都の小選挙区の立候補予定者に比例単独に回るよう要請したため、木村は比例東京ブロック単独で出馬する意向を表明した。投開票の結果、落選。2019年、日本維新の会を離党したのち、立憲民主党に入党した。
2021年10月の第49回衆議院議員総選挙では、立憲民主党公認で東京14区から出馬するも落選。
2022年12月13日の立憲民主党の常任幹事会で、次期衆院選から新設される東京29区からの出馬が内定した。2024年10月27日の第50回衆議院議員総選挙の結果、公明党の岡本三成に敗れ、立憲民主党は比例東京ブロックで5議席を確保したものの、落選者6人中惜敗率が6位の79.8％であったため次点で落選した。

## 政策
- 選択的夫婦別姓制度の導入に賛成[34]。
- 公的機関等や主に大企業における非正規雇用から正規雇用への転換。また税制インセンティブの付与[35]。
- 台湾、ニュージーランドモデルの新型コロナ対策[35]。
- 新型コロナ禍における消費税の時限的５％減税。全国民に対して定額給付金の再支給。事業者に対して、持続化給付金・家賃支援給付金等の再給付[35]。
- 子ども国債を創設した子ども子育て支援の拡充[35]。

## 不祥事
- 2007年の区議選の選挙運動中、選挙カーの燃料代を水増しして墨田区に請求し、詐欺罪で立件された。2010年、不起訴となった[36]。

## 選挙歴
| 当落 | 選挙                     | 執行日         | 年齢 | 選挙区           | 政党         | 得票数    | 得票率 | 定数 | 得票順位 /候補者数 | 政党内比例順位 /政党当選者数 |
| ---- | ------------------------ | -------------- | ---- | ---------------- | ------------ | --------- | ------ | ---- | ------------------ | ---------------------------- |
| 当   | 2003年墨田区議会議員選挙 | 2003年4月27日  | 31   | ーー             | 保守新党     | 2447票    | ーー   | 34   | 15/40              | /                            |
| 当   | 2007年墨田区議会議員選挙 | 2007年4月22日  | 35   | ーー             | 無所属       | 3787票    | ーー   | 35   | 2/39               | /                            |
| 当   | 第45回衆議院議員総選挙   | 2009年08月30日 | 38   | 東京都第14区     | 民主党       | 11万624票 | 47.80% | 1    | 1/4                | /                            |
| 落   | 第46回衆議院議員総選挙   | 2012年12月16日 | 41   | 東京都第14区     | 日本未来の党 | 3万5334票 | 18.92% | 1    | 3/7                | 2/1                          |
| 落   | 第47回衆議院議員総選挙   | 2014年12月14日 | 43   | 東京都第14区     | 民主党       | 6万3377票 | 33.71% | 1    | 2/3                | 6/3                          |
| 落   | 第48回衆議院議員総選挙   | 2017年10月22日 | 46   | 比例東京ブロック | 日本維新の会 | ーー票    | ーー   | 17   | /                  | 1/0                          |
| 落   | 第49回衆議院議員総選挙   | 2021年10月31日 | 50   | 東京都第14区     | 立憲民主党   | 8万932票  | 32.23% | 1    | 2/6                | 13/4                         |
| 落   | 第50回衆議院議員総選挙   | 2024年10月27日 | 53   | 東京都第29区     | 立憲民主党   | 4万7996票 | 26.53% | 1    | 2/5                | 6/5                          |